# Ruben Aharonian
Pour les articles homonymes, voir Aharonian.
Ruben Aharonian, né en 1947 à Riga en Lettonie, est un violoniste classique d'origine arménienne.

## Biographie
Ruben Aharonian étudie la musique au conservatoire Tchaïkovski de Moscou avec Youri Yankelevitch, puis avec Leonid Kogan. Il remporte le premier prix du concours Georges Enesco à Bucarest ainsi que le second prix au concours international Tchaïkovski à Moscou. Il devient ensuite professeur de musique au conservatoire Komitas d'Erevan. 
En 1981, il devient le directeur de l'orchestre de chambre national d'Arménie. 
Il est le premier violon du Quatuor Borodine depuis 1996. 